# Heartbreak Hotel (canción de C.C. Catch)
«Heartbreak Hotel» es el primer sencillo del segundo álbum de C.C. Catch publicado en agosto de 1986. La canción fue compuesta, arreglada y producida por el alemán Dieter Bohlen. El tema se incluyó en el álbum Welcome to the Heartbreak Hotel publicado en 1986.

## Sencillos
7" sencillo Hansa 108 405, 1986
1. «Heartbreak Hotel»		3:34
2. «You Shot A Hole In My Soul»		5:16

12" Maxisencillo Hansa 608 405, 1986
1. «Heartbreak Hotel» (Room 69 Mix)		4:55
2. «You Shot A Hole In My Soul»		5:16
3. «Heartbreak Hotel» (Instrumental)	3:35

## Posicionamiento
| Listas (1986) | Máxima posición |
| ------------- | --------------- |
| Alemania      | 8               |
| Austria       | 22              |
| España        | 2               |
| Suiza         | 13              |

## Créditos
- Letra y música - Dieter Bohlen
- Arreglos - Dieter Bohlen
- Producción - Dieter Bohlen
- Diseño - Ariola Studios
- Dirección de arte - Manfred Vormstein
- Fotografía - Herbert W. Hesselmann
- Distribución - RCA/Ariola